# Ламахолот
Ламахолот або солорці (індонез. Suku Lamaholot) — народ в Індонезії, одна з корінних етнічних груп східного Флореса.
Поділяються на субетнічні групи: солорці, адонарці, ларантуки, левотобі, кеданги та ін. Рівень їхньої консолідації є невисоким.

## Розселення та чисельність

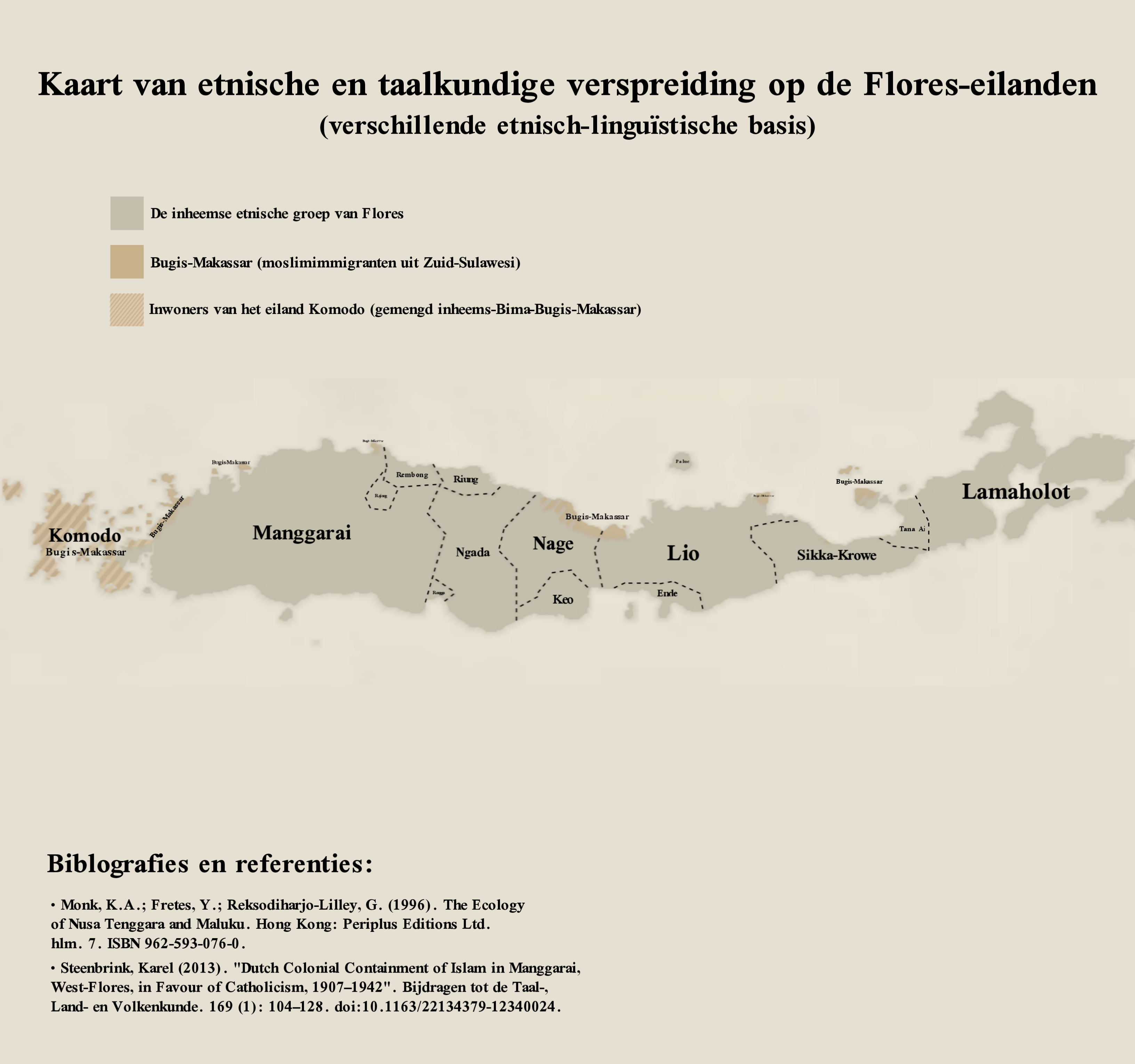
Мапа розселення народів острова Флорес

Ламахолот живуть на сході острова Флорес та розташованих на схід від нього менших островах Солор, Адонара, Лембата (Ломблен). В адміністративному плані це округи Східний Флорес (індонез. Kabupaten Flores Timur) та Лембата (індонез. Kabupaten Lembata), провінція Східна Нуса-Тенґара. Кеданги розселені в межах районів Омесурі (індонез. Omesuri) та Буясурі (індонез. Buyasuri) на сході острова Лембата.
Район розселення ламахолотів належить до острівної вулканічної зони із серією вершин і низкою вулканів, серед яких найпомітнішим є стратовулкан Левотобі із двоголовою вершиною. Більша частина території вкрита луками, решта — це чагарникові зарості з вузькими рівнинами на узбережжі та уздовж берегів річок. Деякі річки наповнюються водою лише в сезон дощів. Рослинність варіює від луків до великих дерев на пагорбах, на прибережних пляжах є вкраплення пальм та евкаліптів.
Серед жителів узбережжя є багато моряків, рибалок, торговців. Ці групи населення відзначаються високим рівнем мобільності, багато їх часто перебуває за межами своєї етнічної території.
За різними оцінками чисельність ламахолотів становить 150—200 тис. осіб. У межах провінції Східна Нуса-Тенґара ламахолот (солорці) 2010 року налічували 284 105 особи (6,08 % населення провінції). Офіційна статистика Індонезії зараховує ламахолот до числа народів Східної Нуса-Тенгари. Разом 2010 року їхня чисельність в межах провінції становила 3 793 242 особи, а по всій Індонезії — 4 184 923 особи.

## Мова
Мова — ламахолот, належить до малайсько-полінезійської групи австронезійської сім'ї. Вона споріднена з іншими мовами острова Флорес. Включає велику кількість діалектів, що об'єднуються з 3 групи: західну, яка має найбільшу кількість носіїв, а також центральну (південна Лембата) та східну (центральна Лембата). Деякі діалекти, зокрема адонара, іле-апе, лабелекан-мінгар, ламалера, ламатука, левоеленг, левотобі, левука, пайнара, іноді виділяють як окремі мови. Окремо стоїть діалект кеданг на сході острова Лембата.
На острові Флорес ламахолот також розмовляють мовою ларантука, що є діалектом малайської мови.

## Релігія
Більшість віруючих — католики, але є також прибічники протестантизму, мусульмани-суніти, частина зберігає традиційні вірування. Поширення католицизму тісно пов'язане з добою португальського панування в регіоні. Незважаючи на поширення світових релігій, продовжують існувати традиційні вірування, які передбачають шанування божеств і духів предків.
Ламахолоти вірять у верховного бога-творця на ім'я Лера-Вулан-Тана Екан — «Сонце-Місяць-Земля»), а також в існування духів, які охороняють села, природні об'єкти, та інших надприродних сил. Духи предків (ніту), що мирно відпочивають в іншому світі, вважаються посередниками між своїми живими нащадками та божествами. Тому тут існує традиція давати немовлятам ім'я одного із предків. Духи предків можуть дарувати благословення чи прокляття своїм нащадкам, залежно від їхньої поведінки. Люди вірять, що смерть — це кінець життєвої подорожі в земному світі й початок довгої подорожі в іншому світі, де можна приєднатися до своїх предків. Духовний світ уявляється подібним до світу живих, там також є міста, села тощо. Існує шаманізм.
Вшановуючи свої божества та духів предків, ламахолоти проводять спеціальні релігійні церемонії. Місце їхнього проведення називається корке. Це комплекс мегалітичних споруд у формі менгірів і дольменів. Символом верховного бога Лера-Вулан-Тана Екан є дерев'яний стовп (ріє-ліма-вана), який також стоїть у межах корке. Люди приходять до нього просити благословення або захисту. До цього стовпа також прив'язують перед забоєм жертовних тварин, а їхню кров завжди розмазують по ріє-ліма-вана.

## Історія
Усна історія виводить предків ламахолотів з невеликого острова Кероко-Пукенг або Лепан-Батанг, розташованого на північ від острова Пантар, що входить до складу сучасного округу Алор (індонез. Kabupaten Alor). У минулому цей маленький острів зазнав катастрофи, села місцевих жителів були затоплені, а їхні мешканці мусили переселитися й врешті прибули до Східного Флореса.
З XVI ст. територія ламахолотів була об'єктом зазіхань з боку султанату Макасар, Португалії та Нідерландів. До середини XIX ст. Східний Флорес перебував під португальською колоніальною владою, в 1859—1942 роках — нідерландською. За нідерландського правління землі ламахолотів спочатку були поділені на 6 невеличких князівств (Ларантука, Адонара, Тронг, Ламагала, Лаваджонг і Ламакера), а тоді об'єднані під владою раджів Ларантуки та Адонари.

## Господарство
Основу господарства становить землеробство, основні продовольчі культури — кукурудза та суходільний рис, вирощують також просо, ямс, маніок, таро, батат, бобові, гарбузи, арахіс, банани, фрукти та овочі, бавовник, тютюн. Існують плантації кави та кокосової пальми.
Сільськогосподарське знаряддя просте, використовується ручна праця, урожай значною мірою залежить від погоди. Поля розташовані в межах родових традиційних земель (вунгу). Землю розчищають й обробляють лише два роки, після чого кидають ділянку й розчищають для обробітку іншу. Стара ділянка залишається покинутою щонайменше шість-сім років, а потім рекультивується. Існує розподіл робіт за статтю. Важку роботу (наприклад, розчищення лісу) виконують чоловіки, посадкою рослин та збиранням врожаю займаються як чоловіки, так і жінки. Існує система колективної праці. В минулому сільськогосподарські роботи регулювалися вождем. Кожен етап роботи повинен був починатися з відповідної церемонії.

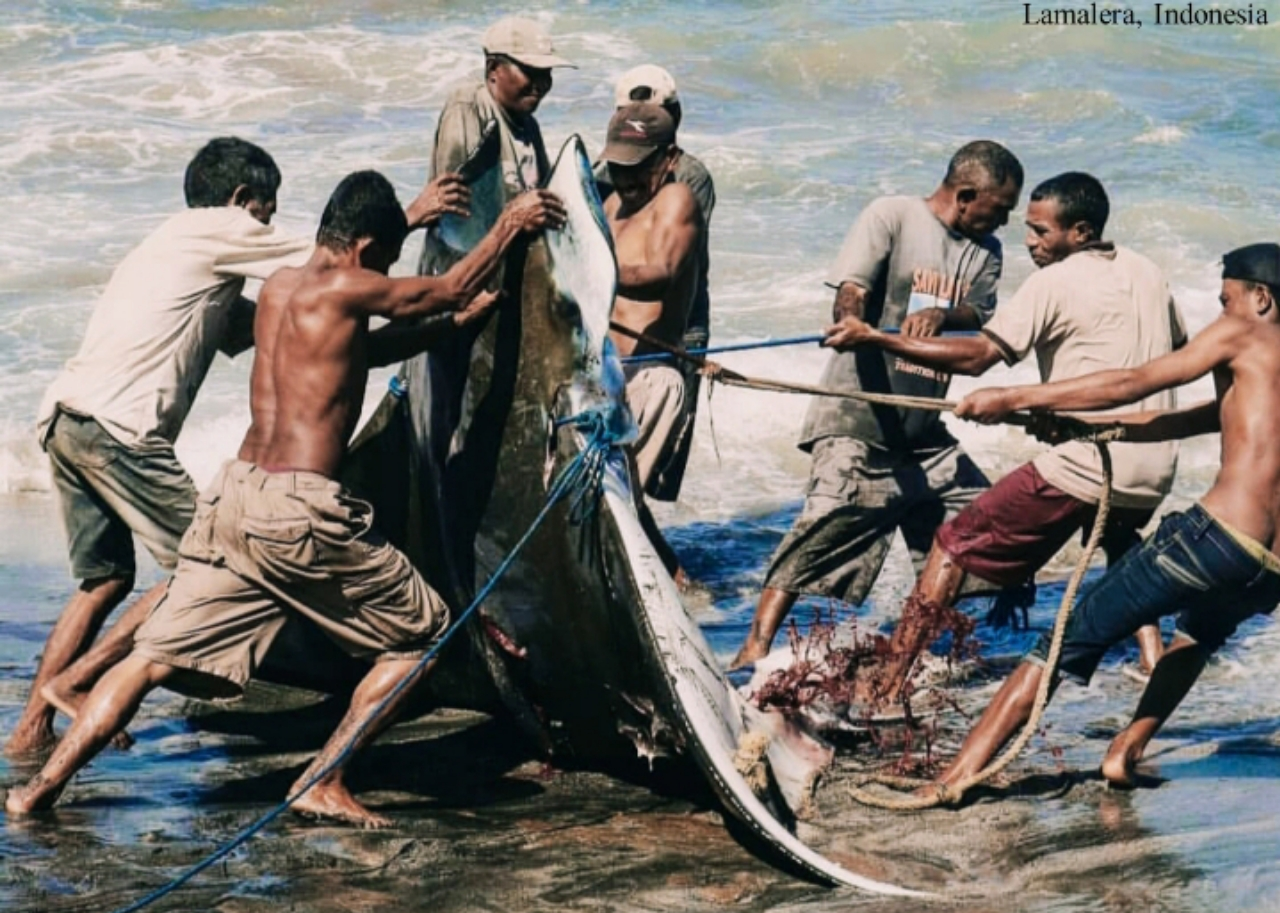
Китобої села Ламалера.

Ламахолоти, що живуть біля узбережжя, займаються переважно рибальством. Є тут також торговці та моряки, багато часу вони проводять далеко від своїх рідних поселень. Жителі ряду прибережних сіл спеціалізуються на посередницькій торгівлі тканинами, одягом, сільськогосподарським знаряддям. У селі Ламалера (острів Лембата) розвинутий китобійний промисел.
Тваринництво відіграє другорядну роль. Тримають кіз, свиней, буйволів і курей. Ріжуть їх переважно під час проведення традиційних церемоній. Займаються також виробництвом цукру із соку пальмірової пальми, яку тут називають лонтар, плетінням мотузок із волокон пальмового листя, ткацтвом. За неврожаю на полях жінки збирають у лісі дикорослі овочі, ямс та фрукти, а в морі равликів, черепашок і крабів, чоловіки полюють оленів, диких свиней, мавп, птахів.

## Суспільство
Традиційна соціальна організація заснована на патрилінійних родах (кланах). Найменшою соціальною одиницею є нуклеарна сім'я, яка називається ламгеума. Кілька нуклеарних сімей об'єднуються в розширену сім'ю (манук-оне), а розширені сім'ї — в клани (нуа-нева або вунгу). Належність до певного клану сильно впливає на соціальне та індивідуальне життя людей. Походження визначається за батьківською лінією, особливо коли це стосується спадщини та релігійних питань. Дитина належить до клану свого батька. Батько в основному приймає рішення в нуклеарній сім'ї. Хлопчики зазвичай беруть участь у традиційних обрядах. Вони також несуть відповідальність за своїх сестер. Стосунки між сином та його матір'ю є близькими, чого не можна сказати про стосунки між дочкою та її батьком.
У минулому в суспільстві ламахолотів існувала система соціальної стратифікації, заснована на принципі походження кланів. Суспільство поділялося на знать (ата-кабелен), простих людей (ата-рібу) та невільників (азіана). Більшість земель традиційно належала шляхетним кланам, їхні представники займали керівні посади. Вагомими були також позиції релігійних лідерів, пов'язаних із старою вірою. Така структура суспільства відійшла в минуле, тепер на статус особи в суспільстві впливають її освіта, позиція в системі державного управління, дотримання релігійних норм.
У шлюбі ламахолоти дотримуються принципу кланової екзогамії, тобто молодь має шукати собі пару за межами свого клану. Однією з умов шлюбу є викуп за наречену. Його визначають батьки, а також брати та сестри дівчини, а ще брат її матері. Найкоштовнішим весільним подарунком вважаються бивні слона. В нормальному шлюбі молода після весілля переходить жити до хати батьків молодого. Через деякий час молода пара ставить собі нову хату, зазвичай поблизу хати батьків. Якщо ж чоловік не може сплатити викуп за наречену, він повинен перейти жити до родини дружини й працювати разом із сім'єю її батьків.

## Побут

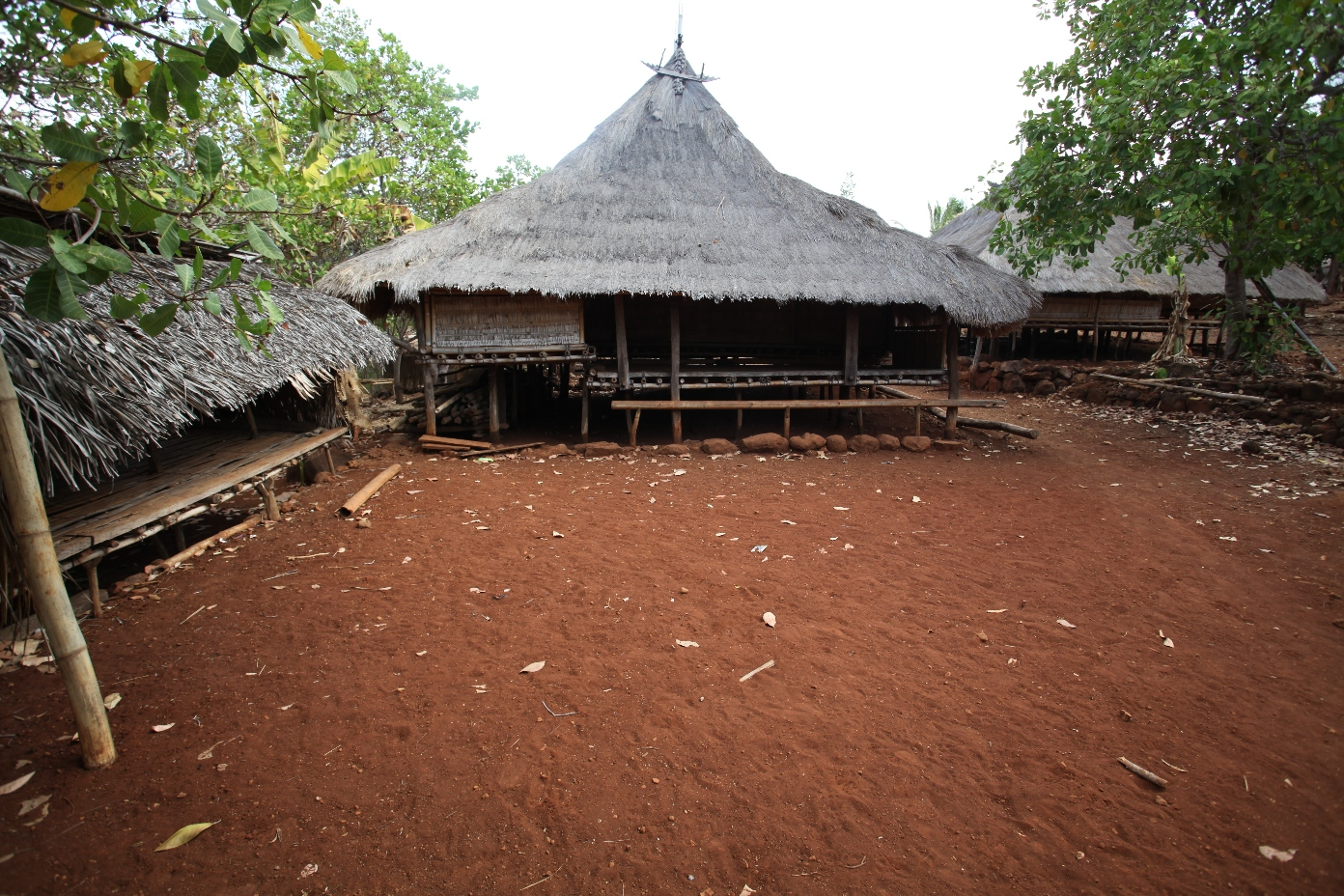
Сільське подвір'я на острові Солор.

У старі часи ламахолоти ставили свої села на пагорбах, у місцях, куди було важко дістатися. Вони мали кам'яну огорожу для захисту від нападів ворогів або вторгнення тварин. В добу голландського колоніального правління, коли ситуація стала безпечнішою, люди стали селитися на прибережних низинах. Деякі із сучасних сіл все ще мають ознаки традиційних поселень, але скрізь уже відчувається зовнішній вплив.
Ламахолотські поселення мають щільну забудову, прямокутні в плані, зорієнтовані за сторонами світу. Тепер межі сіл стали нечіткими, їхня територія досить велика і включає також оброблювані поля та поля, що стоять під паром.
Житлові хати розраховані на малу сім'ю. Зазвичай вони стоять фасадом до моря й спиною до гір. Хати прямокутні в плані, стоять на палях, мають каркасно-стовпову конструкцію. При будівництві використовують стовбури дерев і бамбук. Дах високий, його криють травою або пальмовим волокном. Приміщення поділяється на передню та задню частини, є ліва та права веранда, місце для сну, місце для проведення церемоній. Посередині розташовується кухня. Горище служить для зберігання реліквій. Кожна хата має головний (священний) стовп, в якому, як уважають, живуть духи предків.
До початку XX ст. існували довгі кланові хати. Вони знаходились у глибині села, поруч стояв священний стовп, який символізував верховного бога, й розташовувались мегалітичні споруди, що використовувались для жертвоприношень.
Одяг малайського типу.
Основне їжа — варена кукурудза та рис з овочевими й рибними приправами.
Зберігають багатий усний та музичний фольклор.